# Бартлетт (Иллинойс)
Бартлетт (англ. Bartlett) — деревня в округах Кук, Кейн и Ду-Пейдж в штате Иллинойс США. По данным переписи 2020 года, численность населения составляла 41 105 человек.

## Население
| 1880 | 2010    | 2020    |
| ---- | ------- | ------- |
| 175  | ↗41 208 | ↘41 105 |